# ノトーリアス・B.I.G.
ノトーリアス・B.I.G.（英語: The Notorious B.I.G., 1972年5月21日 - 1997年3月9日）は、アメリカ合衆国のMC、ラッパー。ニューヨーク州ニューヨーク市出身。
身長190cm、体重136kgの巨漢。本名はクリストファー・ジョージ・レイトア・ウォレス（Christopher George Latore Wallace）。愛称はビギー・スモールズ（Biggie Smalls）、単にビギー（Biggie）、ビッグとも呼ばれる。フランク・ホワイト（Frank White）と名乗ることもあるが、これは映画『キング・オブ・ニューヨーク』の主人公の名前が由来である。MCネームの「B.I.G.」は「Business Instead of Games」の略で、「ビー・アイ・ジー」と読むのが正しいが、「ビッグ」とも呼ばれることがある。
2006年にMTVが発表した偉大なヒップホップMCランキングでは、ジェイ・Z、2パックに次ぐ第3位にランクインされた。

## 生涯

### 生い立ち
ノトーリアス・B.I.G.は、1972年5月21日にニューヨーク州ニューヨークブルックリン区ベッドフォード・スタイベサント地区にてジャマイカ系移民の父と母ヴォレッタ・ウォレスの間に生まれた。父親は2歳の時に死亡し、母のヴォレッタは保育園の教師をしながら女手一つで彼を育てた。 
彼が少年期を過ごした1980年代のブルックリンのベッドスタイはカリブ海からの移民が多く居住し、犯罪とクラックが蔓延する（クラックブーム）地域だった。そんな環境から、彼もストリートの世界に手を染めていった。

### 麻薬売人時代
17歳の頃、武器の不法所持で逮捕され、5ヶ月の執行猶予判決を下される。これを機に、クラックコカインの売人として働くため、通っていたジョージ・ウェスティンハウス情報技術高校を退学する。
麻薬の売人時代に、そのカリスマ性からよく知られた存在となり、フリースタイルラップ・キングでもあった。彼がベッドスタイの街角でフリースタイルラップをする様子は、DVD「freestyle」などに収録されている。

### デビュー前
ビッグ・ダディ・ケインのDJ、ミスター・シー（Mister Cee）が彼のデモテープを聴き、さらにヒップホップ雑誌『The Source』に紹介。同雑誌の新人紹介コーナー「Unsigned Hype」に登場したことを機にショーン・コムズに見出される。
メアリー・J・ブライジの『ホワッツ・ザ・411?』からのシングル「リアル・ラヴ」や、タイトルナンバー「ホワッツ・ザ・411?」のリミックス・バージョン（『ホワッツ・ザ・411? リミックス』収録）、クレイグ・マック（Craig Mack）の「Flava In Ya Ear」のリミックスなどの客演を経て、B.I.G.名義のデビュー曲「Party And Bullshit」をサウンドトラック『Who's The Man』（1993年）に発表する。

### デビュー後
イージー・モー・ビー（Easy Mo Bee）をはじめ、DJプレミア、ロード・フィネス（Lord Finesse）、チャッキー・トンプソン（Chucky Thompson）たちのサポートを受け、1994年にデビューアルバム『レディ・トゥ・ダイ』をリリースする。アルバムはビギーに名声をもたらした。 この作品はヒップホップアルバム屈指の名作として名高く、現在でも大きな評価を得ている。また当時西海岸が主流だった風潮に東海岸の興隆を見せつけた。
アルバムがリリースされる少し前に、ビギーは2パックと交友を深める。1994年にはマディソン・スクエア・ガーデンで共演もした（前述アルバムのクレジットに2パックの名前を見つけることができる）。
しかし、2パックが同年11月に銃撃され、犯人としてビギーとディディを疑ったことにより、彼らの仲は一気に険悪になる。2パックが所属するデス・ロウ・レコードと、ビギーが所属するバッド・ボーイは1990年代の二大ヒップホップレーベルだった。1996年9月13日に2パックが銃撃され死亡した際に、「敵対するビギーの指示では」との噂が流れた。ビギーはこれを否定しており、後の2023年9月29日にバッド・ボーイとは無関係の人物が犯人として逮捕されている。

### 暗殺
その後、カリフォルニア州ロサンゼルスでヒップホップ雑誌『VIBE』主催の「Soul Train Music Award」パーティーの帰途に銃撃を受け、セカンドアルバム発売前の1997年3月9日に死亡した。現在でもこの事件は未解決のままである。一時は公式に捜査が休止されたが、2002年に公開されたドキュメンタリー映画『ビギー&トゥパック（Biggie & Tupac）』や、親族の陳情を受け、捜査が再開された。2005年には再び捜査の打ち切りが発表されたが、2011年1月になり3回目の捜査開始が発表された。
ビギーのマネージメント及びプロデュースを行っていたディディは、すでに録音を済ませていた2枚組のセカンドアルバム『ライフ・アフター・デス』をリリースする。このアルバムは1000万枚を売り上げ、ビギーを伝説の存在にした。
2005年12月、数々のトリビュート・アルバムは発表されていたが、公式なアルバムとして豪華客演（ディディ、エミネム、ジェイ・Zほか）を集めた『デュエッツ:ザ・ファイナル・チャプター』がリリースされた。

## 私生活
未亡人はR&Bシンガーのフェイス・エバンス。女性ラッパーのリル・キムは愛人だったといわれる。

## ディスコグラフィ
- レディ・トゥ・ダイ - Ready To Die （1994年）
- ライフ・アフター・デス - Life After Death （1997年）
- ボーン・アゲイン - Born Again （1999年）
- デュエッツ:ザ・ファイナル・チャプター - Duets: The Final Chapter（2005年）
- グレイテスト・ヒッツ Greatest Hits（2007年）

## 映画
ラッパーのジャマール・ウーラード（Jamal Woolard）が主演の伝記映画『Notorious』が、2009年1月16日に全米公開された。
2018年には、彼の殺害事件を基にしたノンフィクションLAbyrinthが『L.A.コールドケース』(City of Lies)として映画化された。